# Helmut Ferner (Polizeioffizier)
Helmut Ferner (* 3. September 1933; † 18. Dezember 2008) war ein deutscher Offizier der Volkspolizei. Er war Generalmajor und von 1983 bis 1990 Leiter der Hauptabteilung Schutzpolizei im Ministerium des Innern der DDR (MdI).

## Leben
Ferner wurde Mitglied der Sozialistischen Einheitspartei Deutschlands (SED), Angehöriger der Deutschen Volkspolizei und schlug die Offizierslaufbahn ein. Am 24. Juni 1983 wurde er von Erich Honecker zum Generalmajor ernannt und mit der Führung der Dienstgeschäfte als Leiter der Hauptabteilung Schutzpolizei des MdI beauftragt (Nachfolger von Alfred Heydel). Am 4. Februar 1984 beschloss der Nationale Verteidigungsrat der DDR seine endgültige Ernennung zum Leiter der Hauptabteilung. Ferner wurde 1990 aus dem Polizeidienst entlassen.
Ferner lebte zuletzt in Deersheim und war Mitglied der Gesellschaft zur Rechtlichen und Humanitären Unterstützung (GRH). Er starb im Alter von 75 Jahren.

## Auszeichnungen
- 1979 Vaterländischer Verdienstorden in Bronze
- 1981 Ehrentitel Verdienter Volkspolizist der Deutschen Demokratischen Republik
- 1985 Ehrenurkunde des Zentralrates der FDJ